# 奧爾斯堡 (密蘇里州)
奧爾斯堡（英語：Orrsburg）是位於美國密蘇里州諾德韋縣的非建制地區。

## 歷史
奧爾斯堡的郵局於1881年設立，其後於1902年停運。

## 地理
奧爾斯堡所處的海拔為高於海平面352米（即1155英呎），而該地所採用的時區為UTC-6，即北美中部時區（CST）。同時該地設有夏令時間，為UTC-6調快一小時，即UTC-5（CDT）。